# 布鲁克斯·麦克尼文
布鲁克斯·麦克尼文（英語：Brooks McNiven，1981年6月19日—），出生于不列颠哥伦比亚省特雷斯，是一名加拿大职业棒球投手。他曾效力旧金山巨人。
麦克尼文在2003年美国职业棒球大联盟选秀中第4轮被巨人队选中。
麦克尼文曾代表加拿大队参加过几次国际棒球锦标赛。 他代表加拿大参加了2007年世界盃棒球賽、2008年北京奥运会和2009年世界棒球经典赛。然而，他并未在上述比賽中均未有上陣。现時在圣地尼尔中学担任体育老师。

## 外部連結
- 布鲁克斯·麦克尼文在美國職棒（英语）
- 布鲁克斯·麦克尼文在Baseball-Reference.com（小聯盟以及海外聯盟）（英语）
- 布鲁克斯·麦克尼文在The Baseball Cube（英语）
- 布鲁克斯·麦克尼文在Olympics.com（英语）
- 布鲁克斯·麦克尼文在Olympedia（英语）
- 布鲁克斯·麦克尼文在Team Canada（英语）